# Zexmenia phyllocephala
Zexmenia phyllocephala là một loài thực vật có hoa trong họ Cúc. Loài này được (Hemsl.) Standl. & Steyerm. miêu tả khoa học đầu tiên năm 1944.